# Cefotiam
Cefotiam (łac. cefotiamum) – wielofunkcyjny organiczny związek chemiczny, bakteriobójczy antybiotyk beta-laktamowy z grupy cefalosporyn II generacji. 

## Mechanizm działania
Cefotiam jest półsyntetycznym antybiotykiem bakteriobójczym w grupy cefalosporyn II generacji. 

## Zastosowanie
- zakażenia u dorosłych i dzieci[3][4]:
  - zapalenie płuc wywołane dwoinkę zapalenia płuc (Streptococcus  pneumoniae), pałeczkę zapalenia płuc (Klebsiella pneumoniae) oraz Haemophilus influenzae
  - zapalenie zatok przynosowych
  - angina z potwierdzonym zakażeniem paciorkowcem β-hemolizującym
  - zapalenie ucha środkowego
  - zaostrzenie przewlekłej obturacyjnej choroby płuc

W 2016 roku cefotiam nie był dopuszczony do obrotu w Polsce.

## Działania niepożądane
Cefotiam może powodować następujące działania niepożądane:
- biegunka,
- nudności,
- wymioty,
- dyspepsja,
- nadwrażliwość skórna,
- eozynofilia,
- wzrost aktywności aminotransferazy alaninowej (AlAT) w osoczu krwi,
- wzrost aktywności aminotransferazy asparaginianowej (AspAT) w osoczu krwi,
- wzrost aktywności fosfatazy alkalicznej w osoczu krwi,
- wzrost stężenia kreatyniny w osoczu krwi.